# Pneumatocele

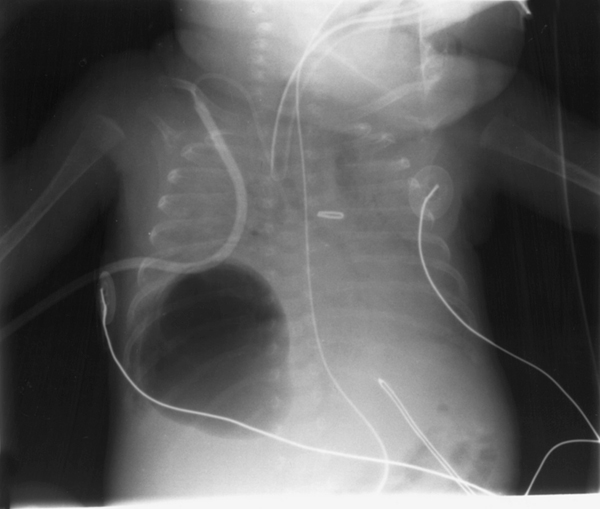
Grande pneumatocele do lobo inferior direito é mostrada, comprometendo a ventilação em um prematuro com SAR-RN e pneumonite por VSR sobreposto

Pneumatocele é uma cavidade no parênquima pulmonar preenchida com ar que pode resultar de trauma pulmonar durante a ventilação mecânica. Lesões cheias de gás ou cheias de ar no osso são conhecidas como pneumocistos. Quando um pneumocisto é encontrado em um osso, é chamado de pneumocisto intraósseo ou pneumocisto vertebral quando encontrado em uma vértebra.

## Causa
Uma pneumatocele ocorre quando uma laceração pulmonar, um corte ou rasgo no tecido pulmonar, se enche de ar. Uma ruptura de uma pequena via aérea cria a cavidade cheia de ar. As lacerações pulmonares que se enchem de sangue são chamadas de hematomas pulmonares. Em alguns casos, pneumatoceles e hematomas existem no mesmo pulmão lesionado. Uma pneumatocele pode aumentar de tamanho, por exemplo, quando o paciente é ventilado mecanicamente ou tem síndrome do desconforto respiratório agudo, caso em que pode não desaparecer por meses. Pneumatocistos intraósseos são raros e de origem incerta. São benignos e geralmente não apresentam sintomas. Também são encontrados ao redor de uma articulação sacroilíaca, e houve um caso relatado de pneumocisto acetabular.

## Diagnose
O diagnóstico pode ser feito por radiografia de tórax; a lesão aparece como uma pequena área redonda cheia de ar. A tomografia computadorizada pode fornecer uma compreensão mais detalhada da lesão. Diagnósticos diferenciais – outras condições que podem causar sintomas semelhantes aos da pneumatocele incluem câncer de pulmão, tuberculose e abscesso pulmonar no contexto da síndrome de Hiper IgE (também conhecida como síndrome de Jó) e como uma complicação da pneumonite por COVID-19.